# Проктор (Міннесота)
Проктор (англ. Proctor) — місто (англ. city) в США, в окрузі Сент-Луїс штату Міннесота. Населення — 3120 осіб (2020).

## Географія
Проктор розташований за координатами 46°44′33″ пн. ш. 92°13′39″ зх. д. / 46.74250° пн. ш. 92.22750° зх. д. (46.742384, -92.227511).  За даними Бюро перепису населення США в 2010 році місто мало площу 7,76 км², уся площа — суходіл. В 2017 році площа становила 8,44 км², уся площа — суходіл.

## Демографія
Згідно з переписом 2010 року, у місті мешкало 3057 осіб у 1268 домогосподарствах у складі 795 родин. Густота населення становила 394 особи/км².  Було 1361 помешкання (175/км²).
Расовий склад населення:
| - 96,8 % — білих - 1,1 % — корінних американців - 0,4 % — азіатів - 0,2 % — чорних або афроамериканців |

До двох чи більше рас належало 1,3 %. Частка іспаномовних становила 1,2 % від усіх жителів.
За віковим діапазоном населення розподілялося таким чином: 20,7 % — особи молодші 18 років, 63,2 % — особи у віці 18—64 років, 16,1 % — особи у віці 65 років та старші. Медіана віку мешканця становила 41,4 року. На 100 осіб жіночої статі у місті припадало 97,4 чоловіків;  на 100 жінок у віці від 18 років та старших — 96,0 чоловіків також старших 18 років.
Середній дохід на одне домашнє господарство  становив 67 669 доларів США (медіана — 54 871), а середній дохід на одну сім'ю — 83 044 долари (медіана — 67 683). Медіана доходів становила 52 372 долари для чоловіків та 36 481 долар для жінок. За межею бідності перебувало 9,1 % осіб, у тому числі 11,4 % дітей у віці до 18 років та 0,0 % осіб у віці 65 років та старших.
Цивільне працевлаштоване населення становило 1506 осіб. Основні галузі зайнятості: освіта, охорона здоров'я та соціальна допомога — 31,0 %, науковці, спеціалісти, менеджери — 11,5 %, роздрібна торгівля — 10,8 %, мистецтво, розваги та відпочинок — 10,6 %.